# درایا ایر تاکسی
درایا ایر تاکسی (به انگلیسی: Deraya Air Taxi) یک شرکت هواپیمایی است که در تاریخ ۱۹۶۷ میلادی تأسیس شده است. دفتر مرکزی درایا ایر تاکسی در جاکارتا، اندونزی واقع شده‌است و قطب این شرکت هواپیمایی در فرودگاه بین‌المللی حسین ساسترانگارا قرار دارد.